# لوخا
لوخا (بالإنجليزية: Loja, Ecuador)‏ هي مدينة، تتبع Loja Canton ‏، هي عاصمة مقاطعة لوخا، وLoja Canton ‏، بلغ عدد سكانها 170280 نسمة، في 2010، رمزها البريدي هو EC110150.

## المناخ
يظهر الجدول التالي التغييرات المناخية على مدار السنة للوخا:
| البيانات المناخية لـلوخا                                           | البيانات المناخية لـلوخا | البيانات المناخية لـلوخا | البيانات المناخية لـلوخا | البيانات المناخية لـلوخا | البيانات المناخية لـلوخا | البيانات المناخية لـلوخا | البيانات المناخية لـلوخا | البيانات المناخية لـلوخا | البيانات المناخية لـلوخا | البيانات المناخية لـلوخا | البيانات المناخية لـلوخا | البيانات المناخية لـلوخا | البيانات المناخية لـلوخا |
| الشهر                                                              | يناير                    | فبراير                   | مارس                     | أبريل                    | مايو                     | يونيو                    | يوليو                    | أغسطس                    | سبتمبر                   | أكتوبر                   | نوفمبر                   | ديسمبر                   | المعدل السنوي            |
| ------------------------------------------------------------------ | ------------------------ | ------------------------ | ------------------------ | ------------------------ | ------------------------ | ------------------------ | ------------------------ | ------------------------ | ------------------------ | ------------------------ | ------------------------ | ------------------------ | ------------------------ |
| متوسط درجة الحرارة الكبرى °م (°ف)                                  | 23 (73)                  | 22 (72)                  | 23 (73)                  | 23 (73)                  | 23 (73)                  | 22 (72)                  | 22 (72)                  | 22 (72)                  | 23 (73)                  | 24 (75)                  | 24 (75)                  | 24 (75)                  | 23 (73)                  |
| متوسط درجة الحرارة الصغرى °م (°ف)                                  | 8 (46)                   | 8 (46)                   | 7 (45)                   | 8 (46)                   | 7 (45)                   | 7 (45)                   | 7 (45)                   | 6 (43)                   | 7 (45)                   | 6 (43)                   | 5 (41)                   | 6 (43)                   | 7 (44)                   |
| معدل هطول الأمطار مم (إنش)                                         | 91.8 (3.61)              | 113.1 (4.45)             | 126.9 (5.00)             | 87.8 (3.46)              | 55.3 (2.18)              | 57.0 (2.24)              | 57.7 (2.27)              | 47.1 (1.85)              | 47.1 (1.85)              | 72.7 (2.86)              | 58.7 (2.31)              | 77.3 (3.04)              | 892.5 (35.12)            |
| متوسط الأيام الممطرة (≥ 1.0 mm)                                    | 14                       | 15                       | 16                       | 13                       | 11                       | 10                       | 10                       | 9                        | 8                        | 11                       | 8                        | 11                       | 136                      |
| ساعات سطوع الشمس الشهرية                                           | 124                      | 113                      | 124                      | 120                      | 155                      | 150                      | 155                      | 155                      | 150                      | 155                      | 180                      | 155                      | 1٬736                    |
| المصدر #1: Loja Climate Guide                                      |                          |                          |                          |                          |                          |                          |                          |                          |                          |                          |                          |                          |                          |
| المصدر #2: Climatological normals of Loja (rainfall and rain days) |                          |                          |                          |                          |                          |                          |                          |                          |                          |                          |                          |                          |                          |

## مدن توأم
المدن التوأم:
- لوشة
- مويوبامبا.

## أعلام
- كارلوس إدواردو خاراميو كاستيلو
- إدغار بالاسيوس رودريغيز
- جميل معوض
- لويس ساريتاما
- ألفريدو بالاسيو مورينو
- بينجامين كاريون